# Paralacydes proteus
Paralacydes proteus är en fjärilsart som beskrevs av De Joannis 1928. Paralacydes proteus ingår i släktet Paralacydes och familjen björnspinnare. Inga underarter finns listade i Catalogue of Life.